# Società Sportiva Maceratese
Maillots
La Società Sportiva Maceratese est un club italien de football basé à Macerata, chef-lieu de la province éponyme, dans la région des Marches. Lors de la saison 2015-2016, le club évolue en Lega Pro (troisième division).

## Historique
Sous le nom de Macerata, le club a participé une fois à la deuxième division lors de la saison 1940-1941, il s'est classé avant-dernier et il est descendu en troisième division.

## Changements de nom
- 1922-1927 : Unione Calcistica Maceratese
- 1927-1932 : Unione Calcistica Maceratese
- 1932-1935 : F.G.C. Macerata
- 1935-1945 : Associazione Calcio Macerata
- 1945-1989 : Società Sportiva Maceratese
- 1989-1991 : Società Sportiva Maceratese 1989
- 1991-2002 : Associazione Calcio Nuova Maceratese
- 2002-2009 : Associazione Calcio Maceratese
- 2009-2011 : Fulgor Maceratese 1922
- 2011- : Società Sportiva Maceratese